# Ерёмин, Александр Климентьевич (полковник)
Александр Климентьевич Ерёмин (1864—1918) — есаул Уральского казачьего полка, командующий полком, полковник (1915).

## Биография
Родился 23 ноября 1864 года.
Окончил Оренбургское казачье юнкерское училище.
Хорунжий (ст. 23.04.1889), сотник (ст. 23.04.1893), подъесаул (ст. 06.05.1900), есаул (ст. 06.05.1901) в 3-м Уральском казачьем полку.
Участник Первой мировой войны — войсковой старшина, полковник (ст. 10.10.1915).
Трижды был ранен. На 1 августа 1916 года служил в 7-м Уральском казачьем полку. Командир 4-го Уральского казачьего полка (с 12.1916).
В декабре 1917 года во главе полка вернулся в Уральск. Был командующим войсками Уральского казачьего войска и Уральской области — с 18 января (31 января по новому стилю) 1918 года.
Скоропостижно умер в Уральске 4 февраля (17 февраля по новому стилю) 1918 года, похоронен там же с большими почестями.

## Награды
- Награждён орденами Св. Анны 3-й степени (1907) и Св. Станислава 2-й степени (1912).